# Bir Hakeim (Libye)
 (avril 2025).
Pour les articles homonymes, voir Bir Hakeim.
Bir Hakeim, en arabe بئر حكيم (littéralement « puits du sage »), est une oasis de Libye. Le site est organisé autour d'un puits romain à côté duquel un fort ottoman a été construit. Le site est célèbre pour la bataille de la Seconde Guerre mondiale qui s'est déroulée à proximité en 1942.